# Elektrownia GRES-1
Elektrownia GRES-1 – elektrownia cieplna znajdująca się w Jekybastuz, w Kazachstanie, której moc została zaprojektowana na 4000 MW. Posiada dwa kominy o wysokości 300 m i 330 m.
5 lutego 2008 elektrownia została kupiona przez Kazakhmys Plc. W momencie zakupu jej moc była szacowana na około 2688 MW

## Dane techniczne
Elektrownia składa się z 8 bloków. Każdy ma moc znamionową 500 MW, która zmniejszała się z upływem czasu w związku z zaniedbaniem.
- Blok nr 1 został uruchomiony w marcu 1980.
- Blok nr 2 został uruchomiony w październiku 1980.
- Blok nr 3 został uruchomiony w lutym 1981.
- Blok nr 4 został uruchomiony w listopadzie 1981.
- Blok nr 5 został uruchomiony w październiku 1982.
- Blok nr 6 został uruchomiony w maju 1983.
- Blok nr 7 został uruchomiony w październiku 1983.
- Blok nr 8 - brak danych.